# Sarantis
Sarantis este o companie producătoare de cosmetice din Grecia.
Compania este prezentă în 23 de țări, și are subsidiare în șase dintre acestea.
Compania are în portofoliul de produse parfumurile BU, C-THRU, STR 8 și produse pentru întreținerea locuinței, cum ar fi Afroso sau Fino.

## Sarantis în România
În România, compania activează din anul 1996 prin compania Romsar Cosmetics, care a devenit Sarantis Romania la începutul anului 2005.
România este a treia piață ca mărime pentru Sarantis, după Grecia și Polonia.
În decembrie 2007, Sarantis a preluat firma Elmi Prodfarm, producătorul cosmeticelor Elmiplant, pentru suma de 6,5 milioane euro.
Compania Elmi Prodfarm, înființată în 1992, avea 90 de angajați, iar portofoliul acesteia număra peste 100 de produse și branduri precum Elmiplant, Bioten, Blossom sau Cellulight.
Cifra de afaceri:
| Anul          | 2011 | 2010 | 2009 | 2008 | 2007 | 2006 | 2005 | 2004 |
| ------------- | ---- | ---- | ---- | ---- | ---- | ---- | ---- | ---- |
| milioane euro | 36,9 | 37,3 | 37,9 | 43,8 | 39   | 32,2 | 28,7 | 23,7 |